# 993
993(구백구십삼)은 992보다 크고 994보다 작은 자연수다.

## 수학
- 합성수로, 그 약수는 1, 3, 331, 993이다. 진약수의 합은 335이므로, 993은 부족수다.
  - 297번째 반소수다. 앞의 반소수는 989, 다음 반소수는 995다.
- {\displaystyle 993=287+330+376}
  - 연속하는 세 오각수의 합으로 나타낼 수 있는 가장 큰 세 자리 수다. 이 성질을 지닌 앞의 수는 864, 다음 수는 1131이다.
- {\displaystyle 31^{3}-1}은 993으로 나누어떨어진다.

## 과학·기술
- NGC 993: 고래자리 방향에 있는 은하.
- 포르쉐 993: 포르쉐의 승용차.

## 군사
- U-993(영어판): 제2차 세계 대전에 사용된 나치 독일의 군용 잠수함.

## 문화유산
- 대한민국의 보물 제993호: 영덕 장륙사 건칠관음보살좌상

## 방송
- 지니 TV의 애니박스 채널 번호.
- LG헬로비전의 위라이크 채널 번호.

## 기타
- 연도: 993년, 기원전 993년